# Stan Harland
Stanley Clarence "Stan" Harland (19. juni 1940 - 30. august 2001) var en engelsk fodboldspiller (centerhalf) og -træner.
Harland tilbragte hele sin karriere i hjemlandet, hvor han blandt andet spillede tre år hos Bradford City og fem år hos Swindon. Han Liga Cuppen med Swindon i 1969 og var anfører for holdet i finalesejren over Arsenal.
Harland stoppede sin karriere med tre sæsoner som spillende manager for Yeovil Town i perioden 1975-1978.

## Titler
Football League Cup
- 1969 med Swindon